# Скелеподібне оголення верхньої крейди
Скелеподібне оголення верхньої крейди, або Крейдяні́ Білокузьми́нівські ске́лі, Білокузьминівські стовпи — геологічна пам'ятка природи місцевого значення, крейдові скелі розташовані за 500 м від центру села Білокузьминівка Костянтинівського району, Донецька область, за 15 км на схід від Краматорська. Заповідна площа становить 0,35 гектара, під охороною знаходиться з 1972 року.

## Загальні відомості

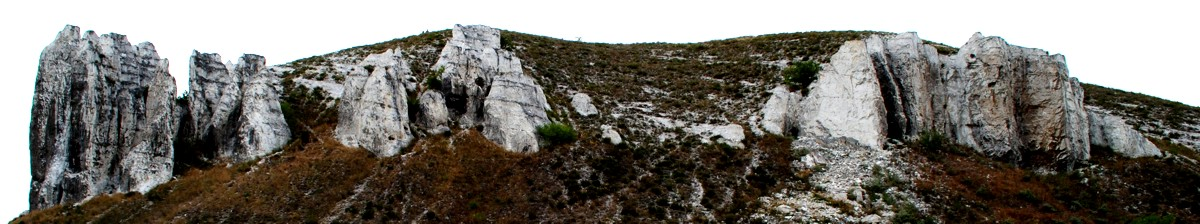
Ерозійні останці-скелі верхньої крейди

Породи складені крейдовими пластами з прожилками кременів верхньої крейди (90 млн років тому). У крейдяних породах знаходили залишки древніх морських організмів. Біля підніжжя скель знаходяться ковбані, ніші, малі і великі печери, а серед щебеню осипів можна зустріти кремінь. Останній формує округлі стяжіння (конкреції) та жовна іноді досить великих розмірів. У стяжіннях зрідка можна зустріти гнізда золотисто-жовтого мінералу з металічним блиском — марказиту (сульфід заліза).
Скельні ерозійні останці сягають у висоту 25 м. Крейдяна гора Меч зі сходу обривається вертикальними біло-сірими скелями, що нагадують руїни грандіозного замку. Деякі скелі за формою нагадують пальці або вітрила. Кремінні скалки вигадливих форм. Скелі в Білокузьминівці чимось нагадують знамениті Красноярські Стовпи.
Якщо скелі й відслонення зовсім вільні від рослин, то на осонні зустрічаються переважно представники ксерофільних і напівксерофільних видів, характерних для посушливої місцевості, лугову рослинність заплави невеличкої степової річки — притоки Казенного Торця. Місце цікаве значними ділянками неораного ковилового степу на карбонатних ґрунтах.
Всі ніші скель і межигір'я зайняті гніздами серпокрильців.
Археологами тут виявлена стоянка прадавньої людини, яку приваблювали розсипи кременів. В епоху неоліту такий кремінь був головною сировиною, з якої прадавня людина виготовляла знаряддя виробництва та зброю.

## Фотогалерея

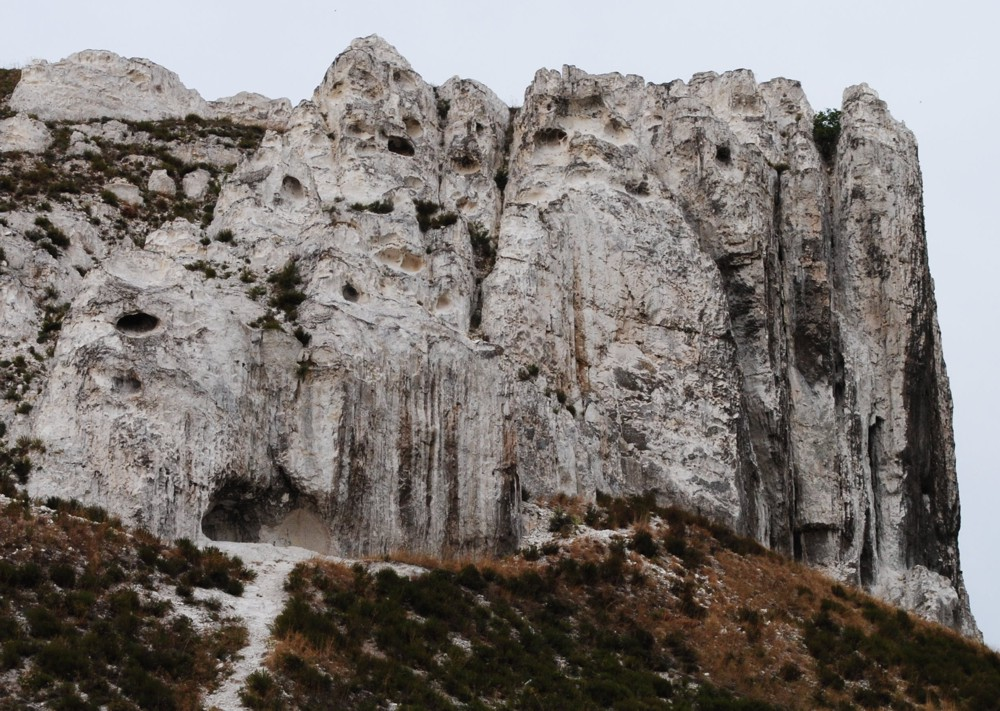
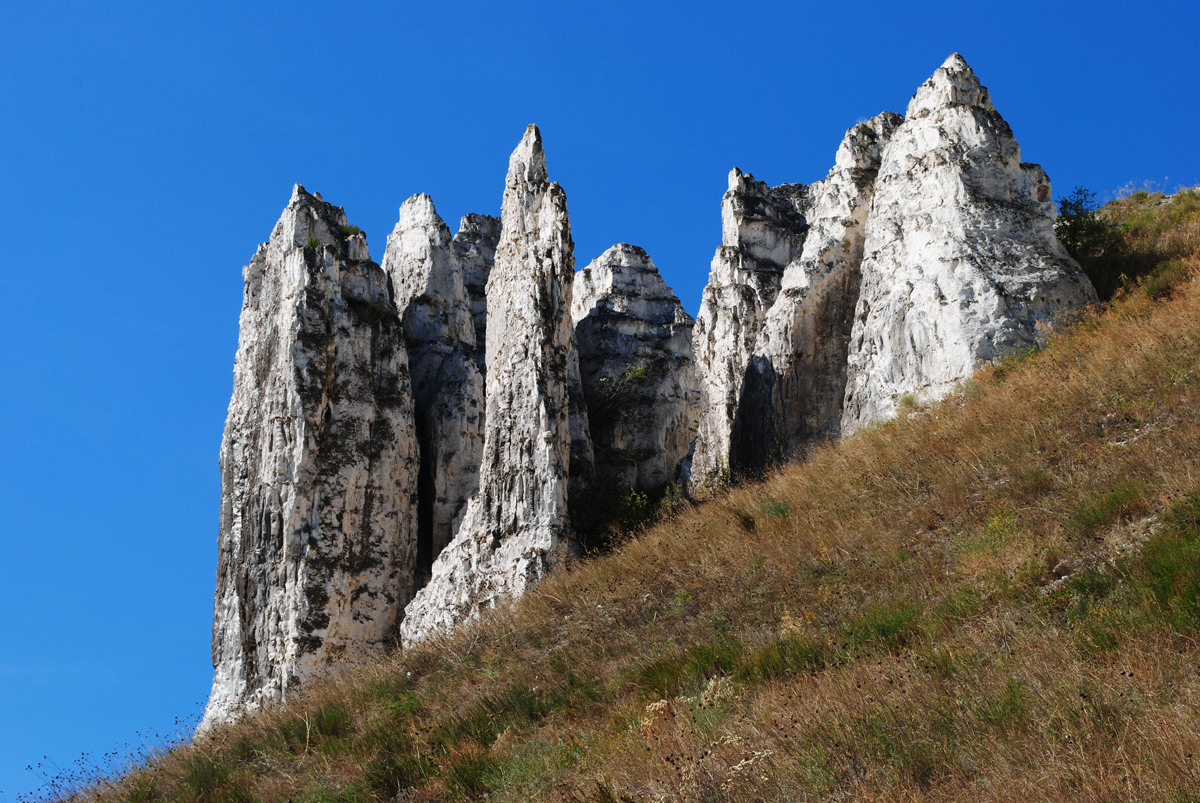
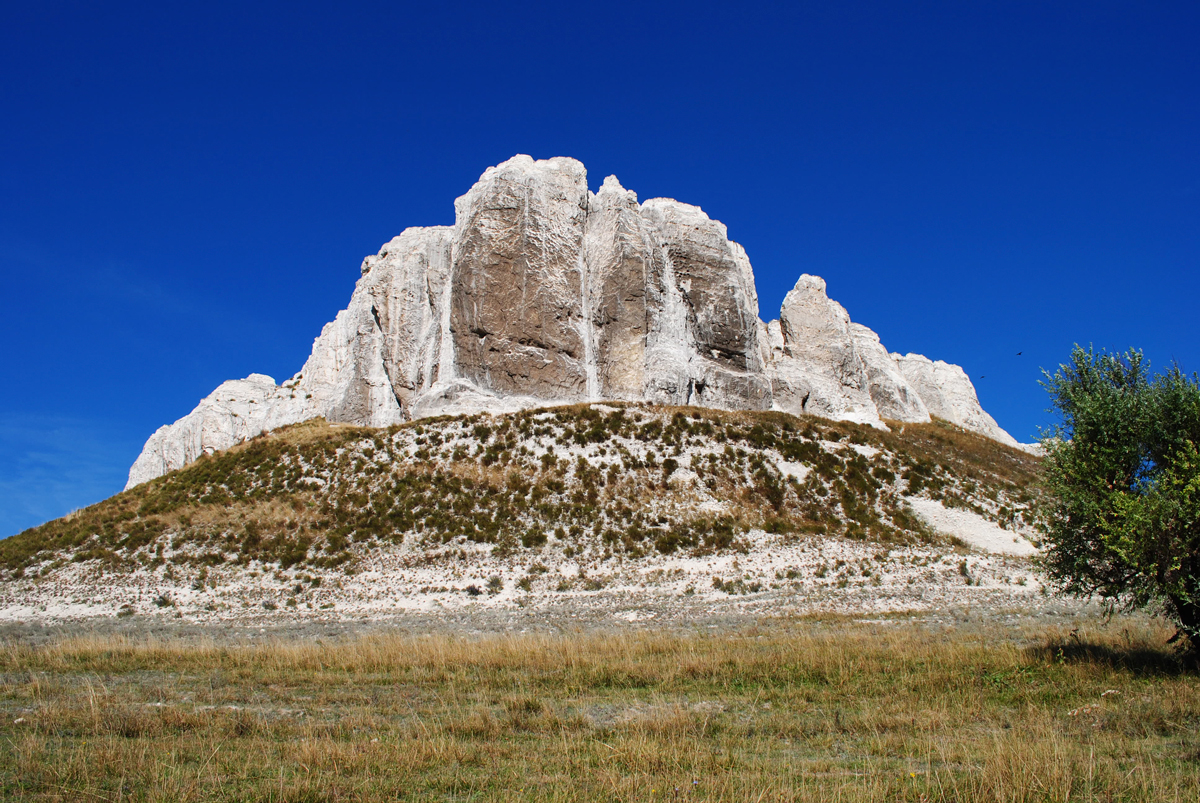
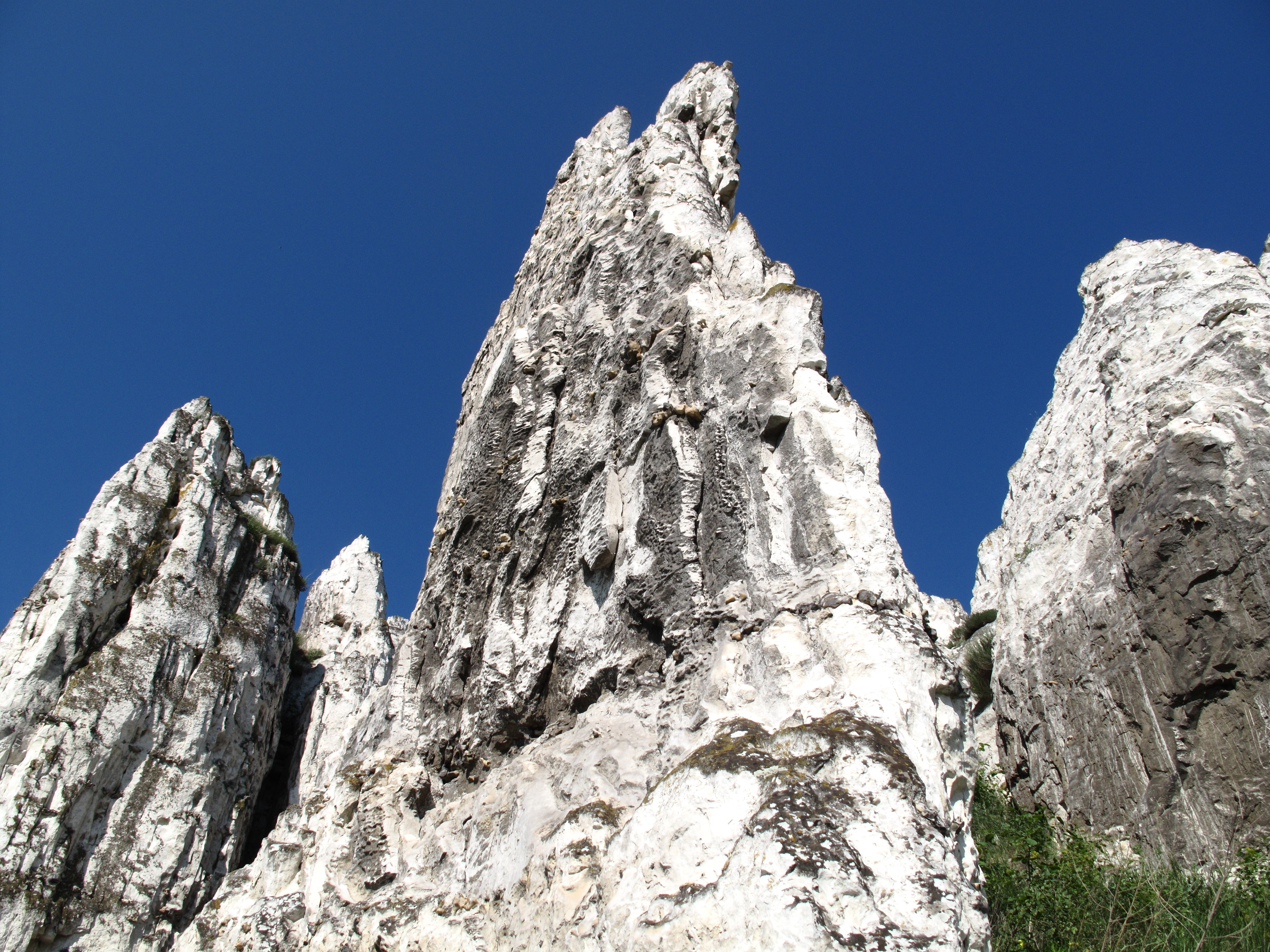
Скелясте оголення
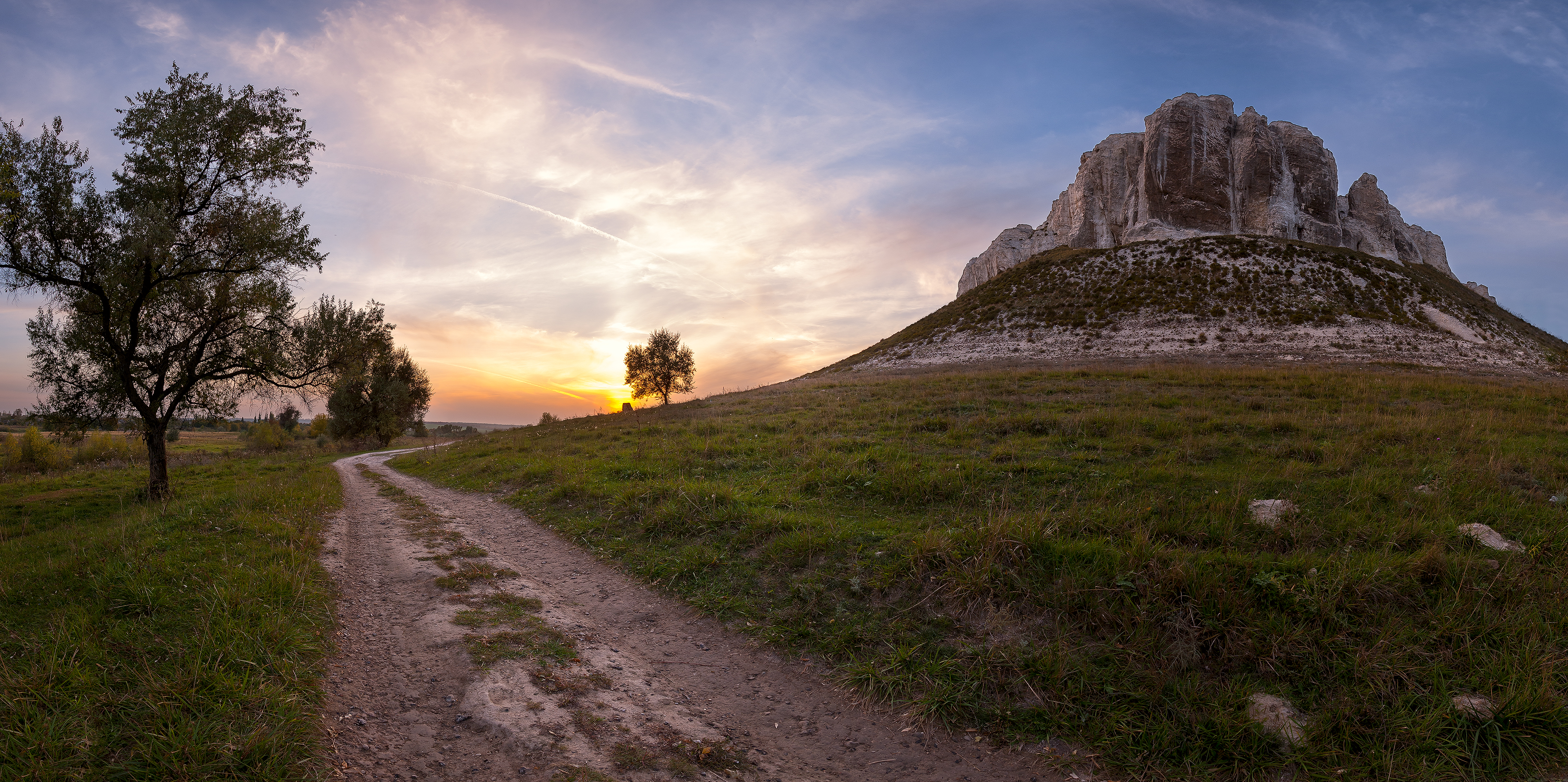
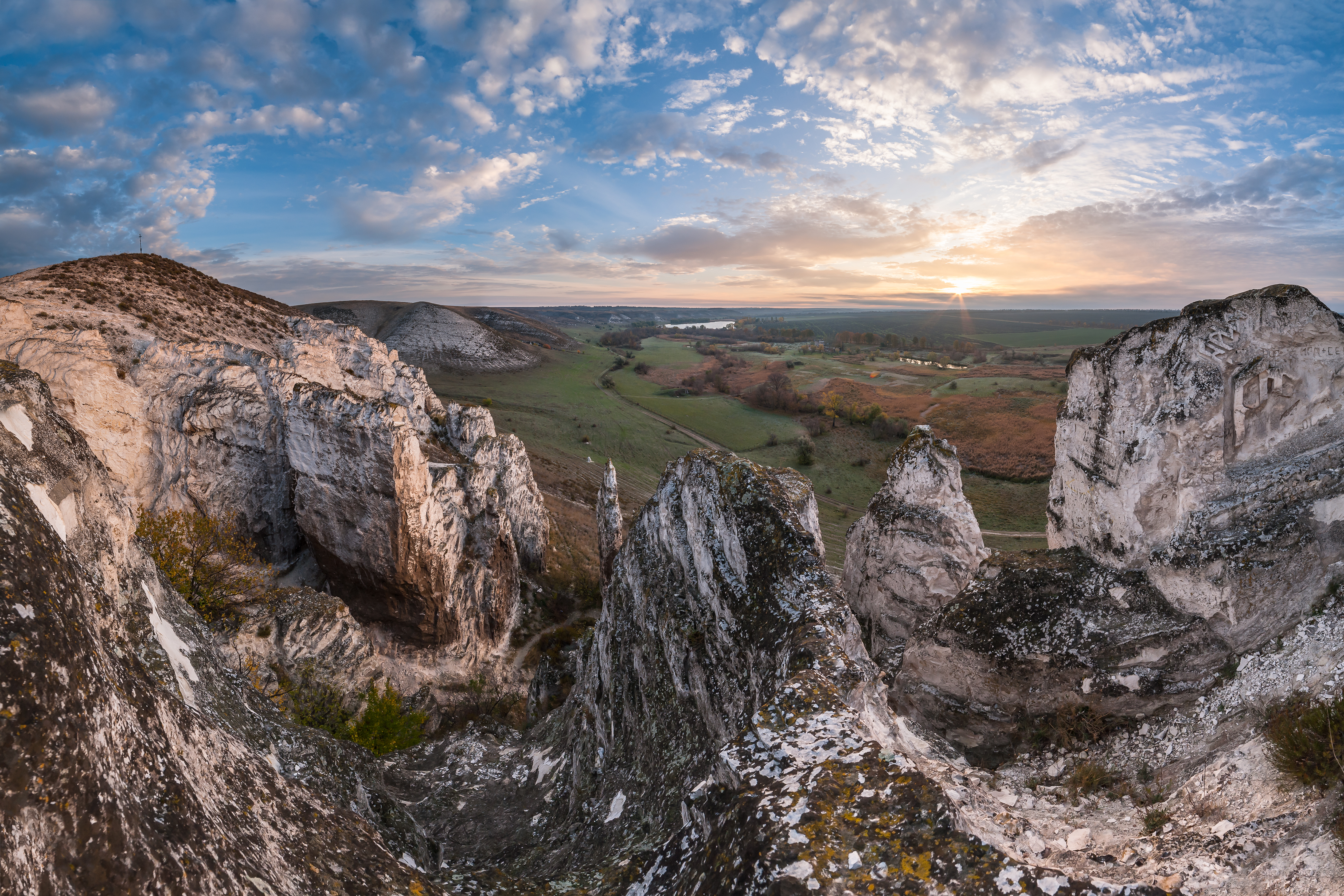
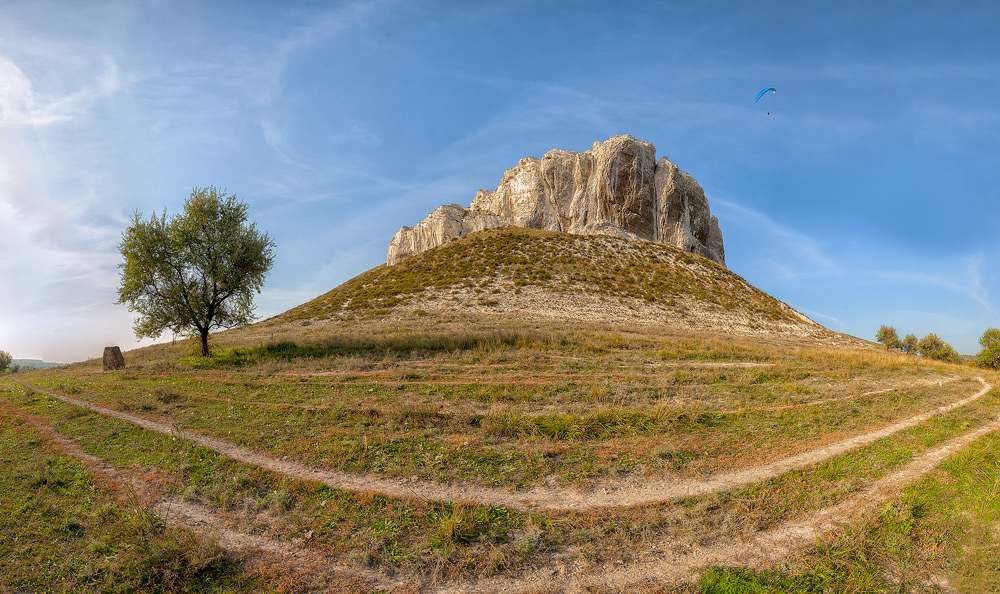
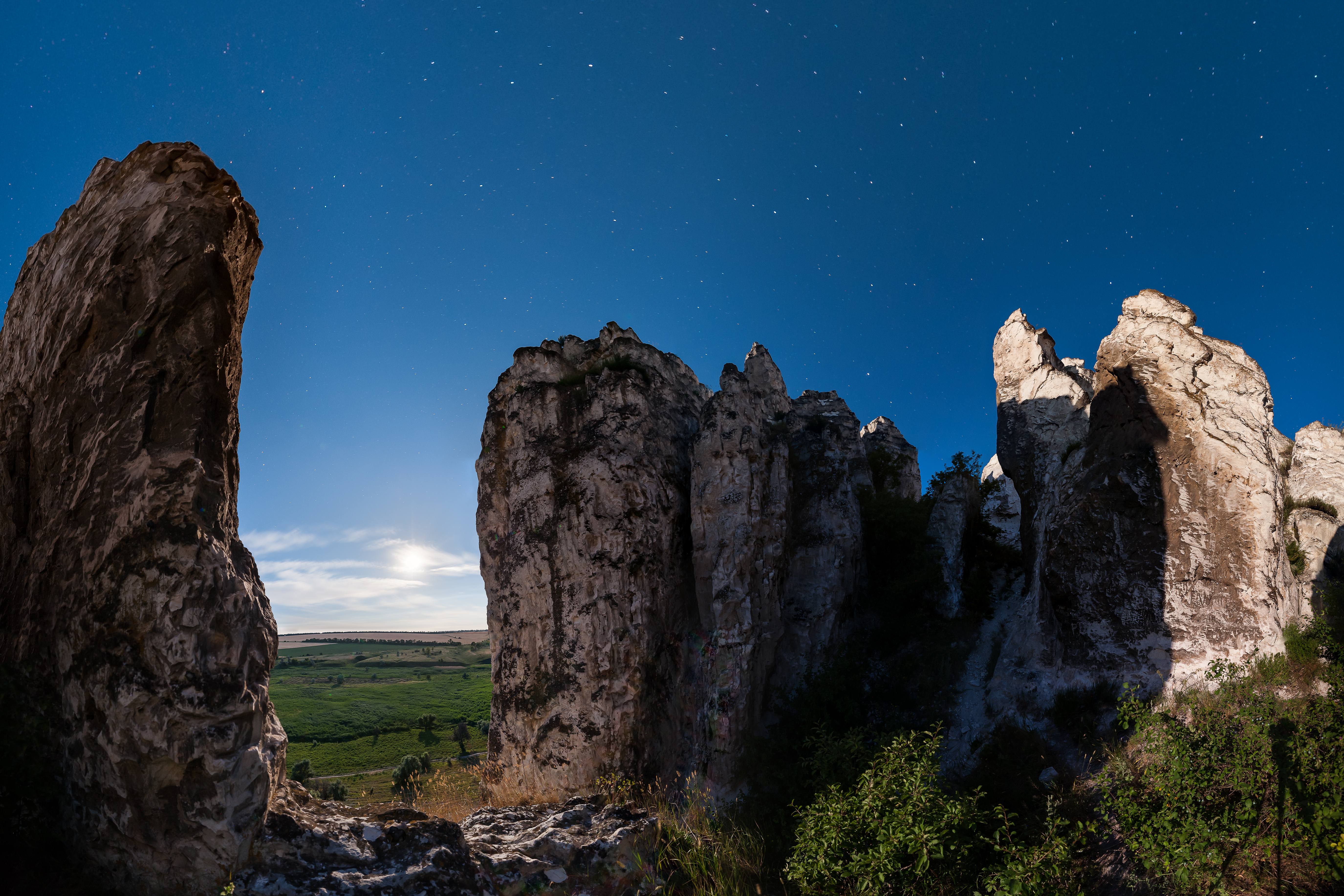
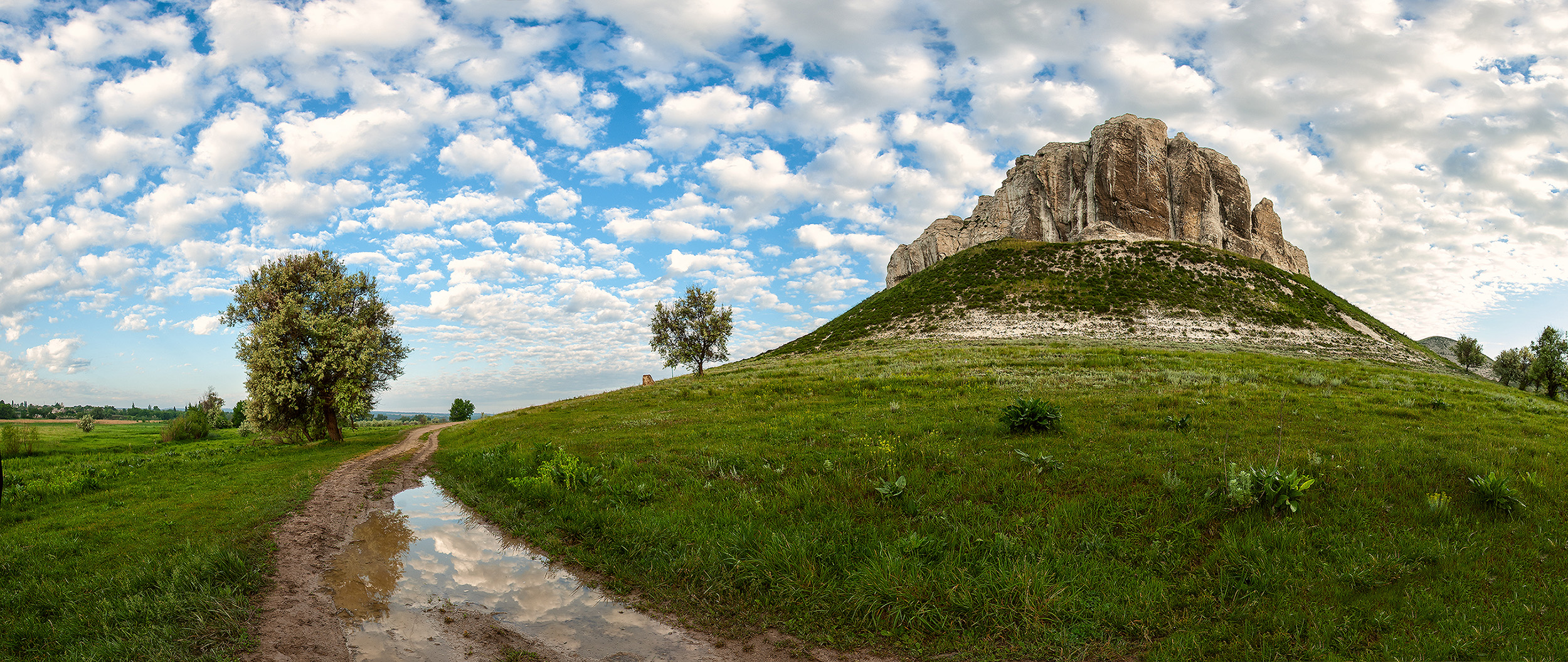
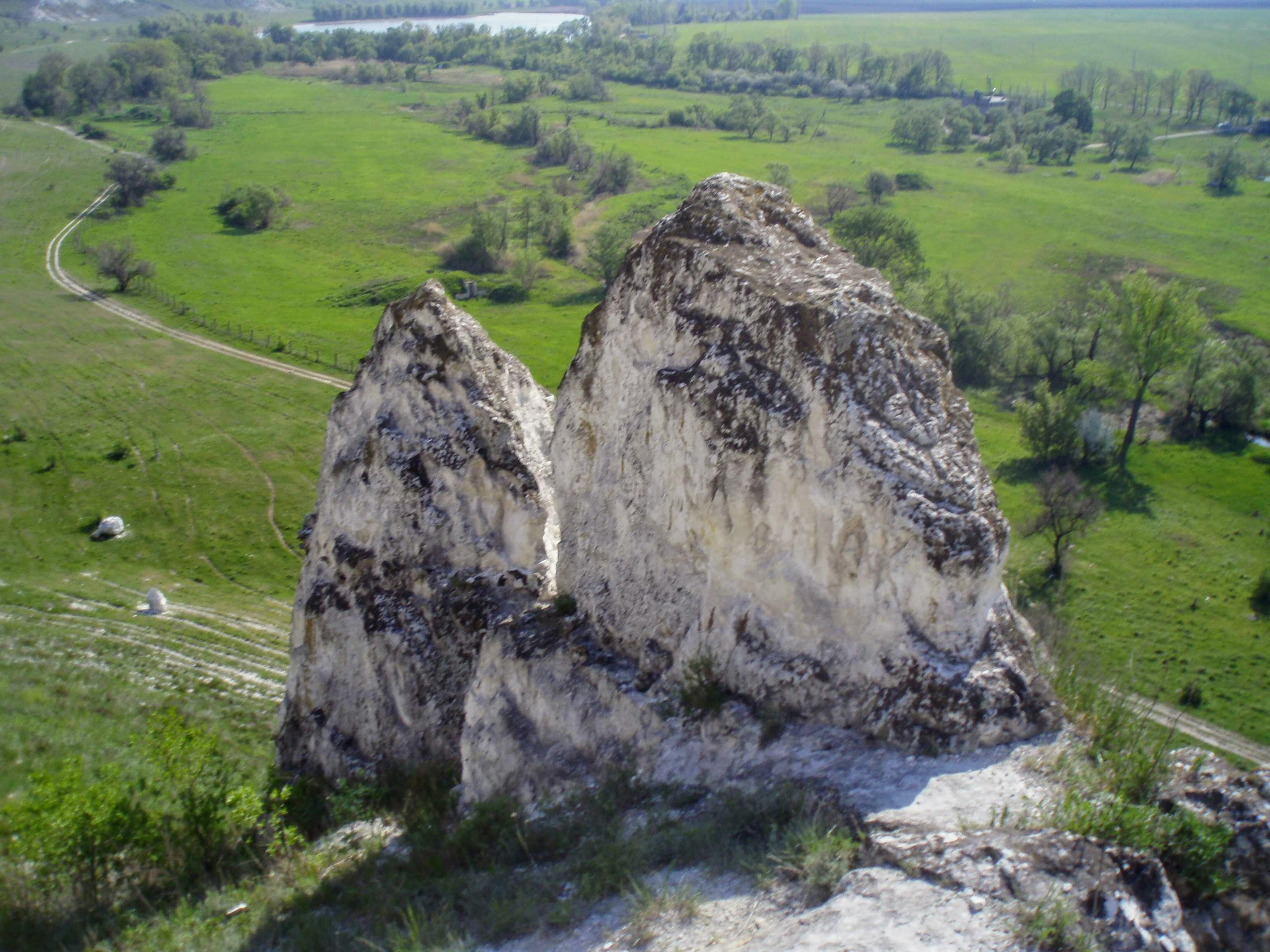
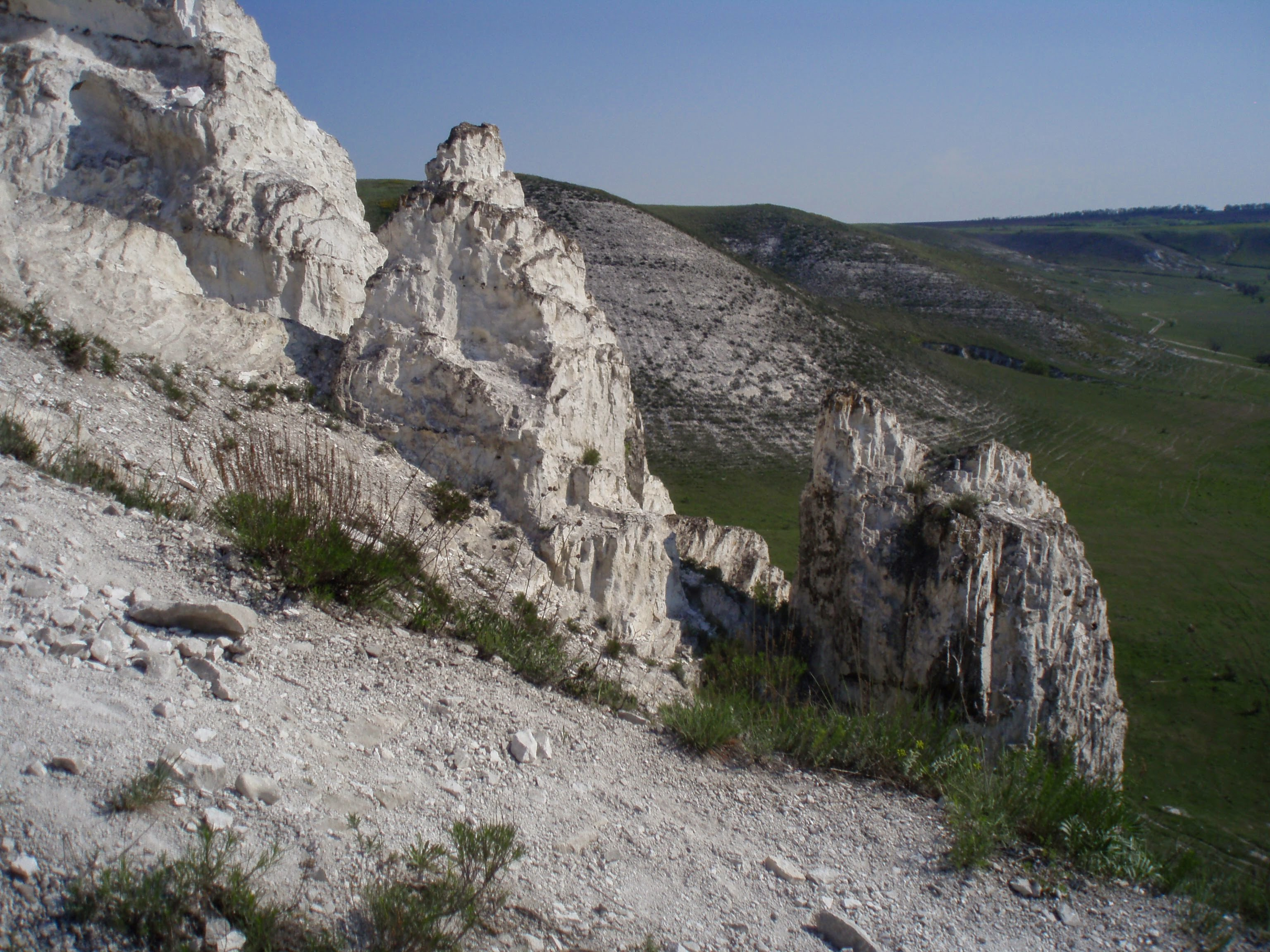